# Magé
Magé és una ciutat i un municipi localitzat en l'Estat brasiler de Rio de Janeiro. La seva població era 232,251 (2005) i la seva àrea és 385.70 km²;.
Magepe-Mirim era establert el 1566 per colonitzadors portuguesos. És un lloc molt tranquil, especialment comparat amb Rio pròxim.
Garrincha futbolista internacional naixia a Magé (Pau Grande).
Desafortunadament, Magé és últimament conegut pels casos de corrupció política i delictes que han passat durant les dues darreres dècades. En les eleccions que passaven el 5 d'octubre, de 2008, l'alcalde actual - Núbia Cozzolino - es reelegia amb un 51% dels vots vàlids. Tanmateix, se l'està investigant perquè, entre altres coses, la compra vota i robatori de diners públics. S'elegia uns altres polítics implicats en delictes polítics i civils - com Batata, qui era a la presó per a un parell d'anys a causa de l'assassinat d'un altre polític.